# Godfrey Ho
Godfrey Ho, filmski igralec, režiser in scenarist iz Hongkonga, * 1948
Ustvaril je kopico slabih sinhroniziranih nizkoproračunskih žanrskih filmov, tudi pod več psevdonimi. Znan je po svojih nenamerno smešnih in z zgodovino skreganih filmih o nindžah, ki jih je snemal v osemdesetih letih. Zanje so značilni beli in temnopolti nidže, oblečeni v kostume živih barv in z napisi »ninja« na trakovih, zavezanih okoli glave.

## Delo
V svojih filmih je brez dovoljenja uporabljal avtorsko zaščiteno glasbo iz znanih filmov in serij ter priljubljene pop pesmi. Pogosto je delal z zahodnjaškimi igralci, pri proračunu pa je privarčeval tako, da je svoj material zmontiral skupaj s scenami iz nedokončanih ali neizdanih azijskih filmov, zaradi česar je bil končni izdelek težko gledljiv. Zaradi nižjih stroškov je tudi snemal na vedno istih lokacijah. Snemalne razmere so bile naporne, še posebej za filmsko ekipo. Pri tujih igralcih ga je zanimal samo videz, borilne prizore pa so posneli kaskaderji. Producent jih je zanj poiskal v poslovno-stanovanjskem kompleksu Chungking Mansion. Nekateri zahodnjaki v njegovih filmih so vseeno obvladali borilne veščine.
Nima formalne filmske izobrazbe. V studiih Shaw Brothers v Hongkongu je bil najprej asistent režiserja Changa Cheha. Kasneje je delal za podjetje IFD producenta Josepha Laia, ki je za svoj intro ukradlo glasbo iz filma Vojna zvezd.
Ne želi priznati, da je v svojih filmih uporabljal prizore iz drugih filmov, še vedno trdi, da je z njimi sočasno snemala druga ekipa.

### Tuji igralci
Delal je z zahodnjaškimi igralci, kot so Cynthia Rothrock, Richard Harrison, Loren Avedon, Andrew Chworowsky, Alphonse Beni, Pierre Tremblay, John Ladalski, Bruce Baron, Stuart Smith, Mike Abbott, Bruce Fontaine, Jonathan Isgar, Ken Goodman, Steve Tartalia, Mark Houghton in Pierre Kirby.
Med njimi sta najbolj znana Richard Harrison, ki je v Azijo prišel kot odcveteli igralec evropskih B filmov 60. in 70. let, in pa Cynthia Rothrock, ameriška zvezdnica hongkongških borilnih filmov 80. let.
Richard Harrison in Bruce Baron sta se pritoževala nad tem, da sta podpisala pogodbo za en nindža film, posnet material pa je bil uporabljen za več produkcij. Godfrey Ho je trdil, da ga je v to prisilil producent.
Andrew Chworowsky, ki je bil kot igralec angažiran, ko je delal filmsko sinhronizacijo, je Godfreya Hoja označil za hiperaktivnega brbljača, ki je bil med delom na setu enak skupini osemletnih otrok, ki se igrajo z dedkovo kamero. Zdelo se mu je, da Ho nima pojma, kaj dela in da delo prepušča bolj kompetentnim sodelavcem. Zavrnil je primerjave z Edom Woodom, saj da ima Ho za to premalo entuziazma in šarma. Pritožil se je tudi nad tem, da jim Ho pri sinhronizaciji filmov ni dal napotkov in niso vedeli, kaj naj bi liki govorili, zato so improvizirali.

### Upokojitev
Po letu 2000 je Ho nehal delati filme. Razmišljal naj bi o snemanju TV serij na Kitajskem, vendar naj bi si premislil zaradi manjka kreativnosti in prehitrega tempa produkcije. Pravi, da so njegovi izdelki komercialne narave in brez umetniške vrednosti. Ceni cvetočo južnokorejsko filmsko industrijo, hongkongško pa je proglasil za mrtvo in nevredno truda.

## Zapuščina
Režiser Ed Glaser je posnel kratke spletne parodije Hojevih filmov o nindžah. Pri tem je uporabil filme v javni domeni.